# Carlos Guevara
Carlos Guevara (* 3. April 1930) ist ein ehemaliger mexikanischer Fußballspieler, dessen Stammposition sich im Mittelfeld befand.

## Verein
Guevara spielte nachweislich mindestens seit 1944 für den CF Asturias und wechselte nach dem Rückzug des Vereins aus dem Profifußball am Saisonende 1949/50 zum Club Necaxa, der 1950 – ermuntert durch den Rückzug der ebenfalls in Mexiko-Stadt beheimateten, spanischen Clubs Asturias und España aus der Primera División – den Profistatus annahm und ab der Saison 1950/51 in der ersten Liga spielte.

## Nationalmannschaft
In den Reihen der Nationalmannschaft kam Guevara in den Ende Mai 1950 ausgetragenen WM-Vorbereitungsspielen gegen Spanien zum Einsatz, die mit 1:3 und 0:0 endeten. Er gehörte auch zum mexikanischen WM-Kader 1950. Gemäß Angabe des Mexikanischen Fußballverbandes bestritt er auch das WM-Vorrundenspiel gegen die Schweiz (1:2), während er von der international anerkannten Website der Rec.Sport.Soccer Statistics Foundation, kurz RSSSF, bei keinem WM-Spiel der Mexikaner namentlich aufgeführt wird.